# Poa suksdorfii
Poa suksdorfii är en gräsart som först beskrevs av William James Beal, och fick sitt nu gällande namn av Charles Vancouver Piper. Poa suksdorfii ingår i släktet gröen, och familjen gräs. Inga underarter finns listade i Catalogue of Life.